# Tokitsukaze (1917)
El Tokitsukaze (時津風 viento favorable?) fue el cuarto y último destructor de la Clase Isokaze. Sirvió en la Armada Imperial Japonesa durante la Primera Guerra Mundial, siendo retirado del servicio en 1935. 

## Características
Construido entre 1916 y 1917, el diseño del casco se basaba en el de la precedente Clase Umikaze, ligeramente incrementado en desplazamiento y tamaño. Sus cinco calderas descargaban a través de tres chimeneas ligeramente inclinadas hacia popa, simple la central y dobles las otras dos. El armamento principal consistía en cuatro piezas independientes en línea de crujía, dos a proa y otras dos a popa, así como tres montajes dobles lanzatorpedos.

## Historial
Activo cuando todavía no había concluido la Primera Guerra Mundial, el Tokitsukaze se partió por la mitad mientras navegaba frente a la costa de Kyūshū el 25 de marzo de 1918. Fue rescatado en julio de ese mismo año y llevado a Maizuru, donde nuevamente fue puesto en grada, reparado y devuelto al servicio activo en febrero de 1920. No participó en ningún otro conflicto, pues fue finalmente retirado del servicio en 1935, dos años antes del inicio de la segunda guerra sino-japonesa. 
Sin embargo, su carrera no acabó con su fin como unidad militar, puesto que fue trasladado a Etajima y empleado como buque de entrenamiento durante una década, con la denominación de Pontón número 5. Cinco años después de su retirada, en 1940, su nombre fue empleado por otro destructor, el Tokitsukaze, de la Clase Kagerō. Finalmente, tras la guerra fue desguazado a lo largo de 1948 en Kure.